# Jezero sedmi světel
Jezero sedmi světel (1969) je dobrodružný román pro chlapce, který napsal český spisovatel Jaroslav Svojše.

## Obsah románu
Román se odehrává někdy ve 30. letech 20. století a vypráví jej šestnáctiletý skaut s přezdívkou Kmotr, který je poprvé v životě pověřen programovým vedením letního prázdninového tábora chlapeckého skautského oddílu. Chlapci v lese a u rybníka prožívají chvíle napětí, radosti i útrap spojených se životem v přírodě. Brzy zjistí, že tábor není jen romantika, ale spousta tvrdé práce a starostí. Jsou odkázáni sami na sebe, musí postavit tábor, vařit jídlo, zabezpečit hlídky a také si vymyslet zábavu i v případě, že prší.
Kromě povinností si chlapci užijí i vzrušení při dobrodružných hrách na „chytání trestance", na „hledání pokladu" nebo na vzájemném zápolení skupin Tygrů a Havranů. Největší záhadou tábora jsou však světla, která se objevují u kapličky na okraji lesa, jako by někdo v noci mířil do tábora. Díky těmto úkazům je místní rybník přejmenován na Jezero sedmi světel. Chlapci vymýšlí mnoho teorií o tom, co je to za světla, včetně toho, že jde o duchy. Nakonec se zjistí, že jde o zkreslená světla nočního vlaku. Vlak vyjede na násep, a protože mezi ním a táborem je řídký les, probleskují mezi stromy světla jedoucích vagónů.

### Pokračování
Na román volně navazuje kniha Strážci Zlaté řeky, ve kterém se družina Tygrů snaží odhalit záhadu říčních pytláků v jejich městečku.

## Přehled vydání
- Jezero sedmi světel, v edici Statečná srdce, Růže, České Budějovice 1969, ilustroval Gustav Krum.
- Jezero sedmi světel, Šebek & Pospíšil, Mladá Boleslav 1991, ilustroval Gustav Krum.